# Ricardo Cantoral Uriza
Ricardo Cantoral Uriza (Distrito Federal, México, 1958 - Distrito Federal, 30 de diciembre de 2021) fue un matemático educativo, catedrático, investigador, editor y científico mexicano. Falleció, lamentablemente, en un accidente automovilístico, según comunicó José Mustre de León, director general del CINVESTAV.

## Trayectoria
En 1990 se recibió de Doctor en Ciencias, especialidad en Matemática Educativa, en el Centro de Investigación y de Estudios Avanzados del Instituto Politécnico Nacional (Cinvestav, IPN), donde trabajó con los doctores Carlos Ímaz y Eugenio Filloy.
Realizó una estancia posdoctoral en 1993–1994 en la Universidad de París VII (Francia), donde fue discípulo de Michèle Artigue, investigadora francesa galardonada con la medalla Felix Kline del ICMI – IMU. Avanzó en una precisión de la ingeniería didáctica más cercana a la cultura del que aprende y, en esa medida, ello coadyuvó para la creación de la Teoría Socioepistemológica de la Matemática Educativa.  
Entre sus cargos por elección se encuentra, Jefe del Departamento de Matemática Educativa del Cinvestav, IPN (2008 – 2015), logró la inclusión de los posgrados (maestría y doctorado) a la categoría de Nivel Internacional del Conacyt. Fundó y presidió el Comité Latinoamericano de Matemática Educativa - Comité Latinoamericano de Matemática Educativa en (1997 – 2001) desde donde creó la revista Relime e instauró el Premio Simón Bolívar como mecanismos de crecimiento comunitario. Fue Secretario General (2012 – 2014) y Vicepresidente (2014 – 2016) de la Sociedad Matemática Mexicana y Director de la Unidad de Educación Media Superior Tecnológica, Industrial y de Servicios – UEMSTIS (ex DGETI, 2018), desde 2007 ha sido Director de la Revista Latinoamericana de Investigación en Matemática Educativa – Relime y más recientemente fundó el Programa Interdisciplinario para el Desarrollo Profesional Docente en Matemáticas – PIDPDM Archivado el 30 de agosto de 2019 en Wayback Machine. (bajo convenios entre Cinvestav y Ministerios e Instituciones Educativas de América Latina).
Se desempeñó como profesor, asesor o investigador de prestigiadas instituciones, como el Instituto de Investigación para la mejora en la Enseñanza de las Matemáticas (IREM – París 7), Centro de Investigación y de Estudios Avanzados del Instituto Politécnico Nacional, Universidad Autónoma de Guerrero, Universidad Autónoma de Santo Domingo, Instituto Tecnológico y de Estudios Superiores de Monterrey, Universidad de Camagüey – Cuba, Instituto Tecnológico Autónomo de México, Instituto de Ciencia y Tecnología del DF, Universidad Nacional Autónoma de México, Pontificia Universidad Católica de Valparaíso y Centro de Investigación en Ciencia Aplicada y Tecnología Avanzada del Instituto Politécnico Nacional.  
Es miembro del Sistema Nacional de Investigadores del Consejo de Ciencia y Tecnología de México desde 1985 y tiene hoy el Nivel III. Fue el primer matemático educativo en ingresar a la Academia Mexicana de Ciencias. Pertenece a varias academias y sociedades científicas, la Mathematical Association of America, la Sociedad Matemática Mexicana, el Comité Latinoamericano de Matemática Educativa, el Consejo Mexicano de Investigación Educativa, la Red de Centros de Investigación en Matemática Educativa.

## Obras publicadas
Es autor de más de doscientos artículos científicos en Alemania, Italia, España, Francia, Inglaterra, México, Colombia, Argentina, Brasil, Cuba, Japón, Turquía, Costa Rica, Estados Unidos, Puerto Rico, Panamá entre otros.

### Libros
- 1983: Procesos del Cálculo y su desarrollo conceptual. (SEP – Cinvestav).
- 1990: Lecciones de Cálculo Antiguo.[3] (Conacyt – Cinvestav).
- 2000: Desarrollo del pensamiento matemático. (Trillas). 2003, 2005, 2008, 2010.
- 2000. The future of calculus ICME 8.[4] (Editorial Iberoamérica).
- 2001: Matemática Educativa: Un estudio de la formación social de la analiticidad.[5] (Editorial Iberoamérica).
- 2001: Funciones: Visualización y pensamiento matemático.[6] (Prentice Hall,)
- 2004: Desarrollo conceptual del cálculo.[7] (Thomson).
- 2008: Matemáticas 1. (McGraw Hill).
- 2009: Matemáticas 2. (McGraw Hill).
- 2010: Matemáticas 3. (McGraw Hill).
- 2013: Construcción social de la ciencia entre las niñas y los niños del Programa Niñ@s Talento.[8] (ICyT DF).
- 2013: Desarrollo del pensamiento y lenguaje variacional.[9] (SEMS – SEP).
- 2013, 2016, 2ª ed.: Teoría Socioepistemológica de la Matemática Educativa. Estudios sobre la construcción social del conocimiento.[10] (Gedisa).
- 2014: Precálculo, un enfoque visual.[11] (Pearson).
- 2017: Planes de estudio de referencia del componente básico del marco curricular común de la Educación Media Superior “Matemáticas del Bachillerato Tecnológico y Matemáticas del Bachillerato General”. (SEMS – SEP).
- 2019: Los caminos del saber. Pensamiento y lenguaje variacional.[12] (Gedisa).

### Selección de revistas
- Encyclopedia of Mathematics Education. Springer, Cham. Springer eBook, Springer Nature Switzerland AG - Switzerland
- La Matematica e la sua Didattica – Italie
- Bolema–Boletim de Educação Matemática – Brazil
- ZDM International Journal on Mathematics Education. Springer Verlag – Dutchland
- Acta Scientiae – Brazil
- Quaderni di Ricerca in Didattica (Matematica) – Italie
- Revista Latinoamericana de Investigación en Matemática Educativa – México
- Recherches en Didactique des Mathématiques – France
- Educational Studies in Mathematics – UK
- Perfiles Educativos – México
- Avances de Investigación en Educación Matemática – España
- Transformación – Cuba
- Innovación e Investigación en Matemática Educativa – México
- Perspectivas da Educação Matemática – Brazil
- Revista de la Escuela de Ciencias de la Educación – Argentina
- HISTEMAT Revista de História da Educação Matemática – Brazil
- Revista de Matemática, Ensino e Cultura, Rematec – Brazil
- Başkent University Journal of Education – Türkiye
- Revista Latinoamericana de Etnomatemática – Colombia
- Premisa – Argentina
- Paradigma – Venezuela
- Epsilon – España
- Educación Matemática – México
- Enseñanza de la Matemática – Venezuela

## Premios y distinciones
- Beca Guggenheim, John Simon Guggenheim Memorial Foundation (New York, 2000)
- Primer lugar Premio Internacional de Investigación y de Renovación Pedagógica en educación matemática Thales - San Fernando 1998. Premio de Investigación en Educación Matemática de la Consejería de Educación y Ciencia de la Junta de Andalucía, el Ayuntamiento de San Fernando y la Sociedad Andaluza de Educación Matemáticas Thales.
- Premio de la Asamblea Legislativa del Distrito Federal (DF, 2007)
- Medalla al mérito en educación superior, Ministerio de Educación Superior, Cuba
- Premio Heberto Castillo – Ciudad Capital, Instituto de Ciencia y Tecnológica del DF[13]
- Premio Latinoamericano Simón Bolívar de varios de sus alumnos
- Profesor Honoris Universidad Autónoma de Santo Domingo
- Profesor Honorario Universidad Peruana de Ciencias Aplicadas
- Profesor de Mérito Universidad de Camagüey, Cuba
- Premio Nacional FIMPES